# (2484) Паренаго
(2484) Паренаго (лат. Parenago) — типичный астероид главного пояса, открыт 7 октября 1928 года российским и советским астрономом Григорием Неуйминым в Симеизской обсерватории и 6 июня 1982 года назван в честь советского астронома Павла Паренаго.

## Обнаружение и именование
(2484) Паренаго
Открыт 7 октября 1928 года в Симеизе Г. Н. Неуйминым.
Назван в память о профессоре Московского университета, члене-корреспонденте Академии наук СССР и основателе Московской школы звёздной астрономии Павле Петровиче Паренаго (1906—1960). В начале 1940-х годов разработал метод определения межзвёздного поглощения света. Установил существование последовательности субкарликов и её местоположение на диаграмме Герцшпрунга—Рессела, определил галактическую орбиту Солнца и дал первое более или менее надёжное определение скорости Галактики относительно её соседей. Название предложено Институтом теоретической астрономии. В честь Паренаго также назван лунный кратер.
Оригинальный текст (англ.)2484 Parenago
Discovered 1928-Oct-07 by Neujmin, G. at Simeis.
Named in memory of Pavel Petrovich Parenago (1906—1960), a professor at Moscow University, a corresponding member of the U.S.S.R. Academy of Sciences and the founder of the Moscow school of stellar astronomy. In the early 1940s he developed a method for the determination of the interstellar absorption of light. He established the existence of the subdwarf sequence and its location on the Hertzsprung-Russell diagram. He also determined the galactic orbit of the sun and the first more-or-less reliable determination of the velocity of the Galaxy relative to its neighbors. Name proposed by the Institute for Theoretical Astronomy. Parenago is also honored by a lunar crater.
DISCOVERY.DB; M.P.C. 6955.

## Орбита

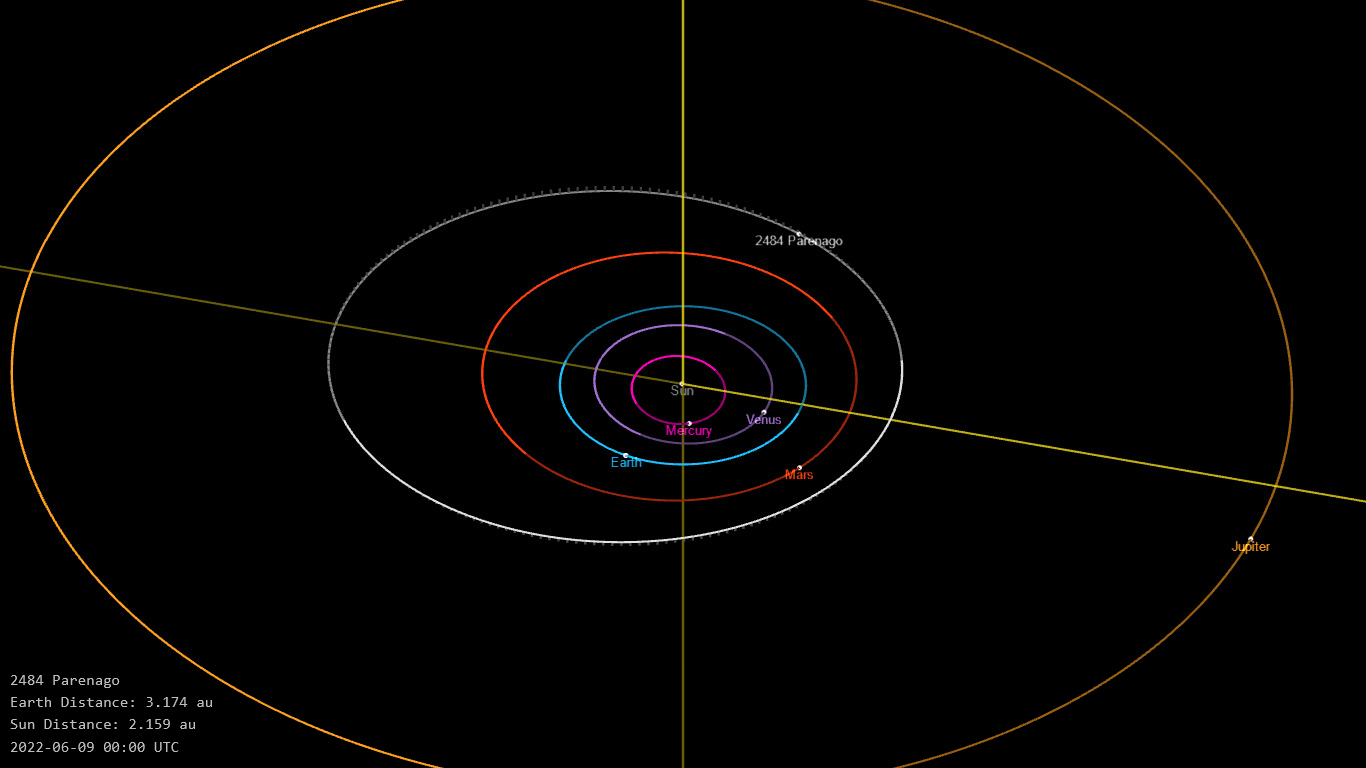
Орбита астероида Паренаго и его положение в Солнечной системе

## Физические характеристики
Астероид относится к таксономическому классу S.
По результатам наблюдений в видимом и ближнем инфракрасном диапазоне космического телескопа NEOWISE и наблюдений в инфракрасном диапазоне спутника Akari диаметр астероида оценивался равным 6,266±0,249 км, 6,06±0,45 км, 5,02±0,69 км. Согласно тем же источникам альбедо оценивается как 0,1130±0,0181, 0,126±0,020, 0,657±0,250 и 0,113±0,018.